# 清田絵里加
清田 絵里加（きよた えりか、1990年1月26日 - ）は、プラチナムプロダクションに所属していた日本の女性モデル・レースクイーンである。
兵庫県神戸市出身。兵庫県立長田高等学校卒業。

## 来歴・人物
- 親戚及び祖父母が福岡県出身[3]。兄が2人いる[4][5]。
- 小学5年から陸上を始め[6]、高校時代は大会に出場した経験を持つ。高校の1年後輩のチームメイトに中野瞳がいる[2]。
- 2008年9月、東京ガールズコレクション2008A/W「ミスTGC」ファイナリスト[7]
- 2011年、ミス・アース・ジャパン2011ファイナリスト[8][9]
- 2014年3月12日のブログにて入籍及び妊娠を発表[10]。同年8月22日の真野淳子のブログにて、第一子となる男児が誕生したことが明らかとなった[11]。入籍後はプラチナムプロダクションの公式サイトから名前が消滅しており、活動休止状態となっている。
- 趣味はゴルフ、旅行、ヘアアレンジ、歌うこと。

## 主な活動

### レースクイーン
- 2010年：SUPER GT「RE雨宮 5ZIGENレースクイーン」
マレーシア戦にて同事務所の三樹レイカ、小林梨沙、吉浦遥と共にスポット参戦。
- 2012年：SUPER GT「ARTA GALS」
他メンバー：真野淳子、林紗久羅、岩月セリナ

### イメージガール
- 2011年：格闘技イベント「DREAM」ラウンドガール[12]
- 2012年：大阪オートメッセイメージガール
他メンバー：田邊梨絵、志摩マキ、ソンミ

## 出演

### イベント
- 2010年10月：CEATEC JAPAN「タイコエレクトロニクスジャパンブース」（共演：三樹レイカ、中山美緒）
- 2011年1月：東京オートサロン「avexキャンペーンガール」（共演：高橋としみ、橋本雪乃、三浦真理子、宇井小百合）
- 2011年12月：東京モーターショー「SUZUKIブース」
- 2013年1月：東京オートサロン「SUZUKIブース」（共演：阿川麻美、岩月セリナ、松林彩）
- 2013年2月：大阪オートメッセ「SUZUKIブース」（共演メンバーは同年のオートサロンと同じ）
- 2013年11月：東京モーターショー「SUZUKIブース」[13]

### 舞台
- GO,JET!GO!GO! Vol.4～Last Dance For Me! Me! Meeen!!!～（2013年6月6日～12日、アクアスタジオ）

### 雑誌
- 三栄書房「GOLF TODAY」GTバーディ's（2010年～2013年）